# (2548) Leloir
(2548) Leloir ist ein Asteroid des mittleren Hauptgürtels, der am 16. Februar 1975 am El Leoncito Observatory, welches sich beim Felix-Aguilar-Observatorium (IAU-Code 808) im argentinischen Nationalpark El Leoncito befindet, entdeckt wurde. Die Yale University und die Columbia University verwendeten das Observatorium als Außenstelle, um den Südhimmel zu beobachten. Es trägt seit 1990 den Namen „Observatorio Carlos Cesco“.
Sichtungen des Asteroiden hatte es vorher schon mehrere gegeben: am 1. und 3. Februar 1949 an der Königlichen Sternwarte von Belgien in Uccle unter der vorläufigen Bezeichnung 1949 CE sowie am 20. und 28. Januar 1966 an der Sternwarte am purpurnen Berg bei Nanjing (1966 BM).
(2548) Leloir wurde am 18. September 1986 nach dem argentinischen Biochemiker Luis Federico Leloir (1906–1987) benannt, der 1970 als erster Südamerikaner den Nobelpreis für Chemie erhielt, „für die Entdeckung der Zucker-Nukleotide und ihrer Funktion in der Biosynthese von Kohlenhydraten“.